# Anselmo García MacNulty
Anselmo García MacNulty (* 19. Februar 2003 in Sevilla, Spanien) ist ein irisch-spanischer Fußballspieler. Der Innenverteidiger steht beim niederländischen Erstligisten PEC Zwolle unter Vertrag und ist irischer U21-Nationalspieler.

## Karriere

### Verein
García MacNulty, Sohn einer Mutter aus dem irischen County Clare und eines spanischen Vaters, entstammt der Jugendabteilung von Betis Sevilla. 2019 wechselte er zum VfL Wolfsburg, bei dem der Innenverteidiger die B- und A-Jugendmannschaft durchlief und zu Beginn der Spielzeit 2020/21 auch dreimal für die zweite Mannschaft in der Regionalliga Nord eingesetzt wurde. Ende Juni 2021 unterschrieb der Ire seinen ersten Profivertrag mit einer Laufzeit bis 2024. Zur Saison 2022/23 wurde er für ein Jahr an NAC Breda verliehen, um Spielpraxis zu sammeln. Für den niederländischen Zweitligisten kam er als Stammspieler auf 38 Pflichtspieleinsätze und erreichte mit seiner Mannschaft die Playoffs zur Eredivisie, in denen man in der 2. Runde am FC Emmen scheiterte. Nach Saisonende kehrte García MacNulty kurzzeitig nach Wolfsburg zurück.
Im Juli 2023 wechselte er fest zurück in die Niederlande zum Eredivisie-Aufsteiger PEC Zwolle.

### Nationalmannschaft
García MacNulty kommt für irische Juniorennationalmannschaften zum Einsatz. Nach einem Einsatz für die U15 im März 2018, wurde er ab November 2018 für die U17 eingesetzt. Mit der Auswahl nahm er im Mai 2019 an der U17-Europameisterschaft im eigenen Land teil, kam mit seiner Mannschaft nach drei Unentschieden jedoch nicht über die Gruppenphase hinaus. Insgesamt lief er für die U17 in 9 Spielen auf und erzielte 3 Tore. Für die U19-Nationalmannschaft wurde García MacNulty ab Oktober 2021 aufgeboten und kam bis März 2022 zu 7 Einsätzen mit einem Torerfolg. Seit März 2023 ist er U21-Nationalspieler.